# Tứ Hội
Tứ Hội (chữ Hán giản thể: 四会市, âm Hán Việt: Tứ Hội thị) là một thành phố cấp huyện thuộc địa cấp thị Triệu Khánh, tỉnh Quảng Đông, Cộng hòa Nhân dân Trung Hoa. Tứ Hội có diện tích 1258 km², dân số năm 2002 là 420.000 người. Mã số bưu chính của Tứ Hội là 526200, mã vùng điện thoại là 0758. Thành phố này nằm ở phía tây của trung bộ Quảng Đông, hạ lưu của sông Tuy Giang, một chi lưu của Châu Giang.  
những người nổi tiếng có quê hương là sihui:  
wu, zi fu (nhân vật Trung Quốc: 嚴 子 復) (nghệ nhân), chan, đồi wah (chammpion of miss hong kong contest 2018)